# Schweiz i olympiska sommarspelen 1952
Schweiz deltog med 157 deltagare vid de olympiska sommarspelen 1952 i Helsingfors. Totalt vann de två guldmedaljer, sex silvermedaljer och sex bronsmedaljer.

## Medaljer

### Guld
- Hans Eugster - Gymnastik, barr.
- Jack Günthard - Gymnastik, räck.

### Silver
- Fritz Schwab - Friidrott, 10 kilometer gång.
- Hans Eugster, Ernst Fivian, Ernst Gebendinger, Jack Günthard, Hans Schwarzentruber, Josef Stalder, Melchior Thalmann och Jean Tschabold - Gymnastik, mångkamp.
- Josef Stalder - Gymnastik, barr.
- Gottfried Trachsel, Henri Chammartin och Gustav Fischer - Ridsport, dressyr.
- Rico Bianchi, Karl Weidmann, Heinrich Scheller, Émile Ess och Walter Leiser - Rodd, fyra med styrman.
- Robert Bürchler - Skytte, 300 meter gevär, tre positioner.

### Brons
- Oswald Zappelli - Fäktning, värja.
- Otto Rüfenacht, Paul Meister, Oswald Zappelli, Paul Barth, Willy Fitting och Mario Valota - Fäktning, värja.
- Josef Stalder - Gymnastik, mångkamp.
- Hans Eugster - Gymnastik, ringar.
- Josef Stalder - Gymnastik, barr.
- Kurt Schmid och Hans Kalt - Rodd, tvåa utan styrman.